# لا غرانت (إلينوي)
لا غرانت (بالإنجليزية: La Grange, Illinois)‏ هي قرية تقع في الولايات المتحدة في إلينوي. يقدر عدد سكانها بـ 15,550 نسمة .

## التركيبة السكانية
حدّد مكتب تعداد الولايات المتحدة بيانات التركيبة السكانية للا غرانت في تعداد الولايات المتحدة. في ما يلي، التركيبة السكانية حسب تعدادي 2000 و2010.

### تعداد عام 2000
بلغ عدد سكان لا غرانت 15,608 نسمة بحسب تعداد عام 2000، وبلغ عدد الأسر 5,624 أسرة وعدد العائلات 4,051 عائلة مقيمة في القرية. في حين سجلت الكثافة السكانية 2,386.5 نسمة لكل كيلومتر مربع (6,181.0/ميل2). وبلغ عدد الوحدات السكنية 5,781 وحدة بمتوسط كثافة قدره 883.9 لكل كيلومتر مربع (2,289.3/ميل2).
وتوزع التركيب العرقي للقرية بنسبة 91.02% من البيض و6.02% من الأمريكيين الأفارقة و0.09% من الأمريكيين الأصليين و1% من الأمريكيين ذوي الأصول الآسيوية و0.02% من سكان جزر المحيط الهادئ و0.99% من الأعراق الأخرى و0.86% من عرقين مختلطين أو أكثر و3.66% من الهسبانيون أو اللاتينيون من أي عرق.
بلغ عدد الأسر 5,624 أسرة كانت نسبة 39.2% منها لديها أطفال تحت سن الثامنة عشر تعيش معهم، وبلغت نسبة الأزواج القاطنين مع بعضهم البعض 60.3% من أصل المجموع الكلي للأسر، ونسبة 9.2% من الأسر كان لديها معيلات من الإناث دون وجود شريك،  بينما كانت نسبة 2.5% من الأسر لديها معيلون من الذكور دون وجود شريكة وكانت نسبة 28% من غير العائلات. تألفت نسبة 24.5% من أصل جميع الأسر من عدة أفراد يعيشون في نفس المنزل ونسبة 9.7% كانت تتألف من شخص يعيش بمفرده يبلغ من العمر 65 عاماً أو أكثر. وبلغ متوسط حجم الأسرة المعيشية 2.67، أما متوسط حجم العائلات فبلغ 3.23.
بلغ العمر الوسطي للسكان 37.8 عاماً. وكانت نسبة 28.2% من القاطنين تحت سن الثامنة عشر، وكانت نسبة 4.8% بين الثامنة عشر والرابعة والعشرين عاماً، ونسبة 28.7% كانت واقعةً في الفئة العمرية ما بين الخامسة والعشرين والرابعة والأربعين عاماً، ونسبة 23% كانت ما بين الخامسة والأربعين والرابعة والستين، ونسبة 11.7% كانت ضمن فئة الخامسة والستين عاماً فما فوق. يوجد لكل 100 أنثى 92.9 ذكر، ويوجد لكل 100 أنثى في الثامنة عشر من عمرها فما فوق 85.6 ذكر.
بلغ متوسط دخل الأسرة في القرية 80,342 دولارًا، أما متوسط دخل العائلة فبلغ 95,554 دولارًا. وكان متوسط دخل الذكور 62,030 دولارًا مقابل 41,260 دولارًا للإناث. وسجل دخل الفرد الخاص بالقرية 34,887 دولارًا. وكانت نسبة 3.2% من العائلات ونسبة 4% من السكان تحت خط الفقر، وكان من هؤلاء نسبة 4.3% تحت سن الثامنة عشر ونسبة 4.4% في الخامسة والستين من العمر وما فوق.

### تعداد عام 2010
بلغ عدد سكان لا غرانت 15,550 نسمة بحسب تعداد عام 2010، وبلغ عدد الأسر 5,650 أسرة وعدد العائلات 4,039 عائلة مقيمة في القرية. في حين سجلت الكثافة السكانية 2,377.7 نسمة لكل كيلومتر مربع (6,158.2/ميل2). وبلغ عدد الوحدات السكنية 5,944 وحدة بمتوسط كثافة قدره 908.9 لكل كيلومتر مربع (2,354.0/ميل2).
وتوزع التركيب العرقي للقرية بنسبة 89.92% من البيض و4.88% من الأمريكيين الأفارقة و0.14% من الأمريكيين الأصليين و1.38% من الأمريكيين ذوي الأصول الآسيوية و1.87% من الأعراق الأخرى و1.81% من عرقين مختلطين أو أكثر و6.42% من الهسبانيون أو اللاتينيون من أي عرق.
بلغ عدد الأسر 5,650 أسرة كانت نسبة 40% منها لديها أطفال تحت سن الثامنة عشر تعيش معهم، وبلغت نسبة الأزواج القاطنين مع بعضهم البعض 59.6% من أصل المجموع الكلي للأسر، ونسبة 8.9% من الأسر كان لديها معيلات من الإناث دون وجود شريك،  بينما كانت نسبة 3% من الأسر لديها معيلون من الذكور دون وجود شريكة وكانت نسبة 28.5% من غير العائلات. تألفت نسبة 25.6% من أصل جميع الأسر من عدة أفراد يعيشون في نفس المنزل ونسبة 9.9% كانت تتألف من شخص يعيش بمفرده يبلغ من العمر 65 عاماً أو أكثر. وبلغ متوسط حجم الأسرة المعيشية 2.70، أما متوسط حجم العائلات فبلغ 3.30.
بلغ العمر الوسطي للسكان 40.4 عاماً. وكانت نسبة 30.1% من القاطنين تحت سن الثامنة عشر، وكانت نسبة 4.9% بين الثامنة عشر والرابعة والعشرين عاماً، ونسبة 22.9% كانت واقعةً في الفئة العمرية ما بين الخامسة والعشرين والرابعة والأربعين عاماً، ونسبة 29.5% كانت ما بين الخامسة والأربعين والرابعة والستين، ونسبة 12.6% كانت ضمن فئة الخامسة والستين عاماً فما فوق. وتوزع التركيب الجنسي للسكان بنسبة 48.1% ذكور و51.9% إناث.

## أعلام
- جويل كامينز
- فرد هربرت
- أوتو فريدريك هونزيكر
- تيم لي هال
- بايرون إيرفين
- إد ميكان
- جون بريسكو
- جون غودير
- روي هينشاو
- تشاك بينيت